# Omaha Heart
Die Omaha Heart sind ein in Ralston, einem Vorort von Omaha, im Bundesstaat Nebraska beheimatetes Arena-Football-Damen-Team. Sie spielen in der Eastern Conference der US-amerikanischen Legends Football League (LFL) und tragen ihre Heimspiele in der Ralston Arena aus.

## Resultate
Bis einschließlich der Saison 2018 hat die Mannschaft immer nur eine Platzierung in der Abschlusstabelle ihrer Division erreicht die nicht zur Teilnahme an den Play-off-Spielen berechtigt. Auch in der Saison 2019 erreichten sie die Play-off-Spiele nicht.
| Saison    | Siege | Nieder- lagen | Unent- schieden | Platzierung              | Play-off-Ergebnis  |
| --------- | ----- | ------------- | --------------- | ------------------------ | ------------------ |
| 2019      | 2     | 2             | 0               | 5. 1                     | nicht qualifiziert |
| 2018      | 2     | 2             | 0               | 4. Eastern Conference    | nicht qualifiziert |
| 2017      | 1     | 3             | 0               | 3. Eastern Conference    | nicht qualifiziert |
| 2016      | 1     | 3             | 0               | 3. Eastern Conference    | nicht qualifiziert |
| 2015      | 0     | 6             | 0               | 3. Eastern Conference    | nicht qualifiziert |
| 2014      | 2     | 2             | 0               | 3. Eastern Conference    | nicht qualifiziert |
| 2012/2013 | 1     | 3             | 0               | 3. Southeastern Division | nicht qualifiziert |

## Aktueller Kader
| #  | Name             | Position                                   |
| -- | ---------------- | ------------------------------------------ |
| 01 | Anna Graza       | Quarterback, Wide Receiver, Defensive Back |
| 02 | Jamie Lundberg   | Runningback, Defensive Back                |
| 03 | Jacqueline Good  | Runningback, Linebacker                    |
| 04 | Zoe Hart         | Tight End, Defensive End                   |
| 05 | Maria Luzuriaga  | Center, Defensive End                      |
| 06 | Chelsey Hoffman  | Tight End, Defensive End                   |
| 07 | Metay Vinson     | Runningback, Defensive Back                |
| 08 | Lauren Crouch    | Quarterback, Wide Receiver, Defensive Back |
| 09 | Courtni Atwater  | Tight End, Defensive End                   |
| 10 | Marissa Mitchell | Wide Receiver, Defensive Back              |
| 11 | Angela Phipps    | Tight End, Defensive End                   |
| 12 | Shalynn Durham   | Runningback, Defensive Back                |
| 13 | Laura Grubb      | Wide Receiver, Defensive Back              |
| 14 | Lindsey Burse    | Tight End, Defensive End                   |
| 15 | Taylor Boryca    | Wide Receiver, Defensive Back              |
| 16 | Lauren Jay       | Tight End, Defensive End                   |
| 17 | Shawanna Wagner  | Center, Defensive End                      |
| 18 | Karen Sloboda    | Quarterback, Wide Receiver, Defensive Back |
| 19 | Shekalea Stennis | Wide Receiver, Defensive Back              |
| 20 | Nikole Eliakis   | Wide Receiver, Defensive Back              |